# Jeong Bo-kyeong
Jeong Bo-kyeong est une judokate sud-coréenne née le 17 avril 1991. Combattant dans la catégorie des moins de 48 kg, super-légers, elle remporte la médaille d'argent aux Jeux olympiques d'été de 2016 à Rio de Janeiro. Elle compte également à son palmarès une médaille de bronze aux championnats du monde en 2015 et deux médailles de bronze continentales.

## Palmarès

### Compétitions internationales
| Année | Compétition           | Lieu           | Résultat | Catégorie      |
| ----- | --------------------- | -------------- | -------- | -------------- |
| 2014  | Jeux asiatiques       | Incheon        | 3e       | Moins de 48 kg |
| 2015  | Championnats du monde | Astana         | 3e       | Moins de 48 kg |
| 2016  | Jeux olympiques       | Rio de Janeiro | 2e       | Moins de 48 kg |
| 2017  | Championnats d'Asie   | Hong Kong      | 3e       | Moins de 48 kg |
| 2018  | Jeux asiatiques       | Jakarta        | 1re      | Moins de 48 kg |

Dans les compétitions par équipes
| Année | Compétition     | Lieu    | Résultat |
| ----- | --------------- | ------- | -------- |
| 2014  | Jeux asiatiques | Incheon | 2e       |

### Tournois Grand Chelem et Grand Prix
| Année | Compétition               | Lieu                   | Résultat | Catégorie      |
| ----- | ------------------------- | ---------------------- | -------- | -------------- |
| 2011  | Grand Slam Tokyo          | Tokyo                  | 3e       | Moins de 48 kg |
| 2011  | Grand Prix Qingdao        | Qingdao                | 3e       | Moins de 48 kg |
| 2012  | Grand Slam Tokyo          | Tokyo                  | 3e       | Moins de 48 kg |
| 2012  | Grand Prix Düsseldorf     | Düsseldorf             | 2e       | Moins de 48 kg |
| 2012  | Grand Prix de Jeju        | Jeju                   | 2e       | Moins de 48 kg |
| 2014  | Grand Prix de Oulan-Bator | Tournoi de Oulan-Bator | 2e       | Moins de 48 kg |
| 2014  | Grand Prix de Jeju        | Jeju                   | 3e       | Moins de 48 kg |
| 2014  | Grand Slam Tokyo          | Tokyo                  | 3e       | Moins de 48 kg |
| 2015  | Grand Prix Düsseldorf     | Düsseldorf             | 3e       | Moins de 48 kg |
| 2015  | Grand Prix de Tachkent    | Tachkent               | 2e       | Moins de 48 kg |
| 2015  | Grand Prix Jeju           | Jeju                   | 3e       | Moins de 48 kg |
| 2016  | Grand Prix Düsseldorf     | Düsseldorf             | 1re      | Moins de 48 kg |
| 2016  | Grand Prix Almaty         | Almaty                 | 2e       | Moins de 48 kg |
| 2016  | Grand Slam Tokyo          | Tokyo                  | 2e       | Moins de 48 kg |
| 2017  | Grand Slam de Paris       | Paris                  | 1re      | Moins de 48 kg |
| 2017  | Grand Slam Tokyo          | Tokyo                  | 3e       | Moins de 48 kg |
| 2017  | Masters mondial           | Saint-Pétersbourg      | 3e       | Moins de 48 kg |